# Subprefectura de Hidaka

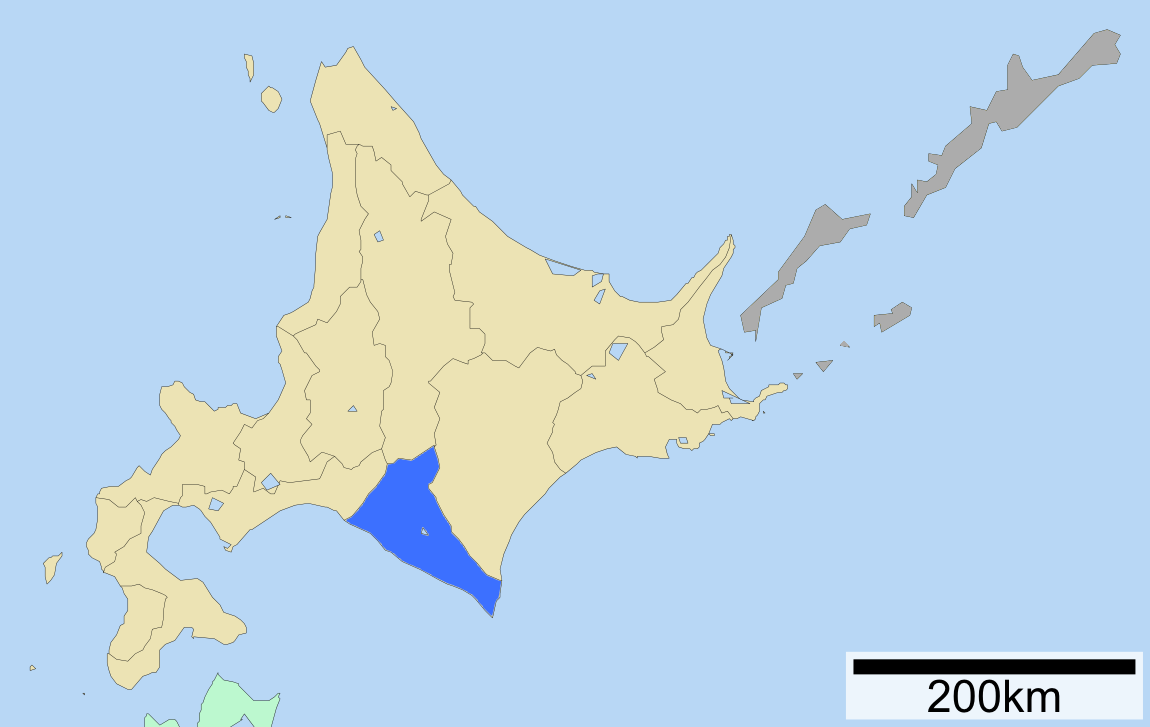
Subprefectura de Hidaka en Hokkaidō.

Hidaka (日高振興局 Hidaka-shinkō-kyoku?) es una subprefectura de Hokkaidō, Japón.  En 2009 tenía una población estimada de 81 403 y una área de 4,811.91 km².

## Ciudades
- No tiene